# 老兵纪念大桥 (斯托本维尔)
老兵纪念大桥（Veterans Memorial Bridge），又称“新斯托本维尔大桥”，是22号美国国道跨越俄亥俄河的一座斜拉桥，位于俄亥俄州的斯托本维尔与西弗吉尼亚州的韦尔顿之间。该桥建成后替代了建于1928年的斯托本堡大桥。

## 历史
俄亥俄州和西弗吉尼亚州的建桥计划分别始于1961年和1964年，而大桥于1978年获得了美国联邦公路管理局的建设批准，并于1979年动工兴建。大桥于1990年5月1日通车，总建设费用达7,000万美元。

## 图集

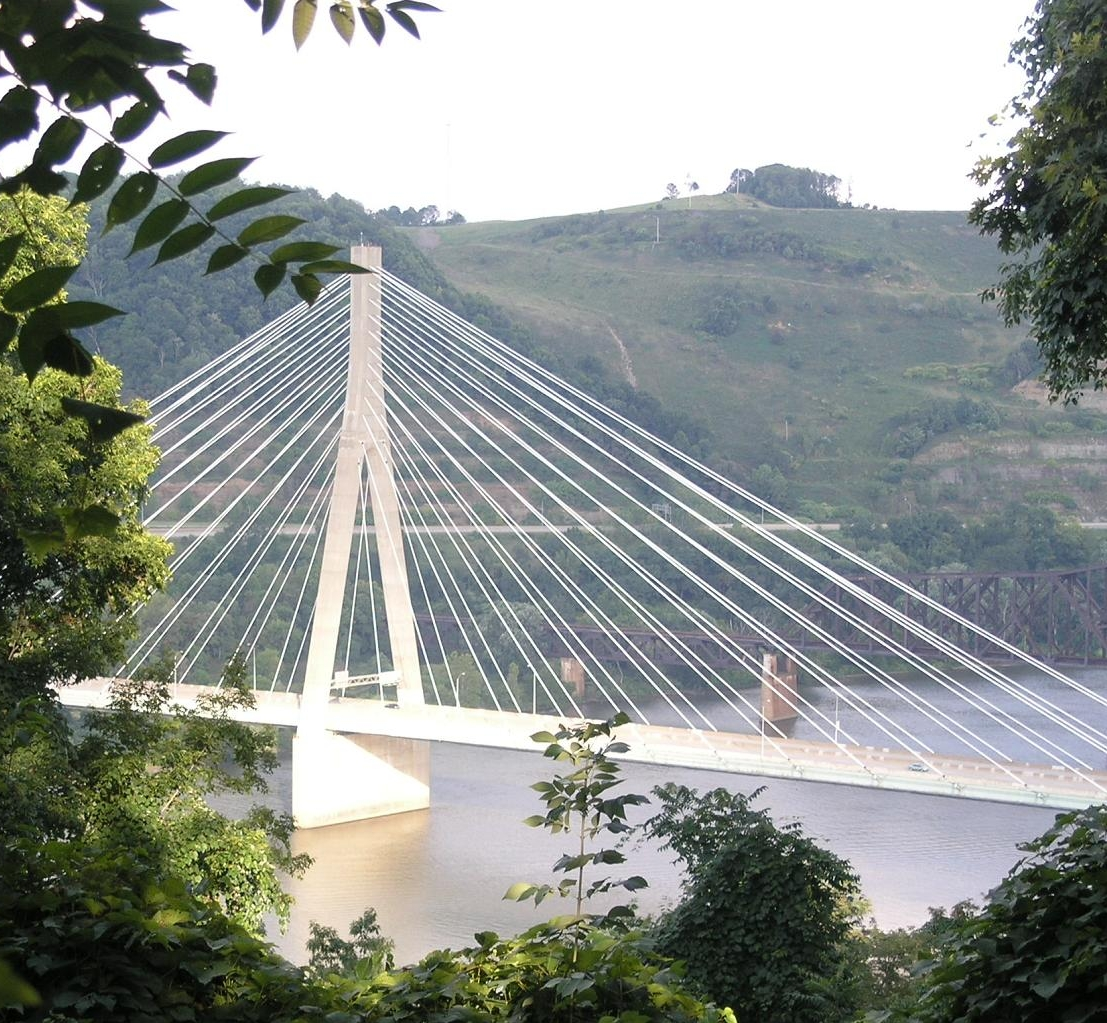